# Хунимунд (остготи)
Вижте пояснителната страница за други личности с името Хунимунд.
Хунимунд (на латински: Hunimundus; на немски: Hunimund) e крал на остготите и син на Ерманарих. Наследник е на трона след Винитар през ок. 390 г. Наричан е още Хунимунд красивия.

## Деца
- Гезимунд
- Торизмунд
- Вадамерка, съпруга на Булюмар